# گوشه‌گیرهای کبود

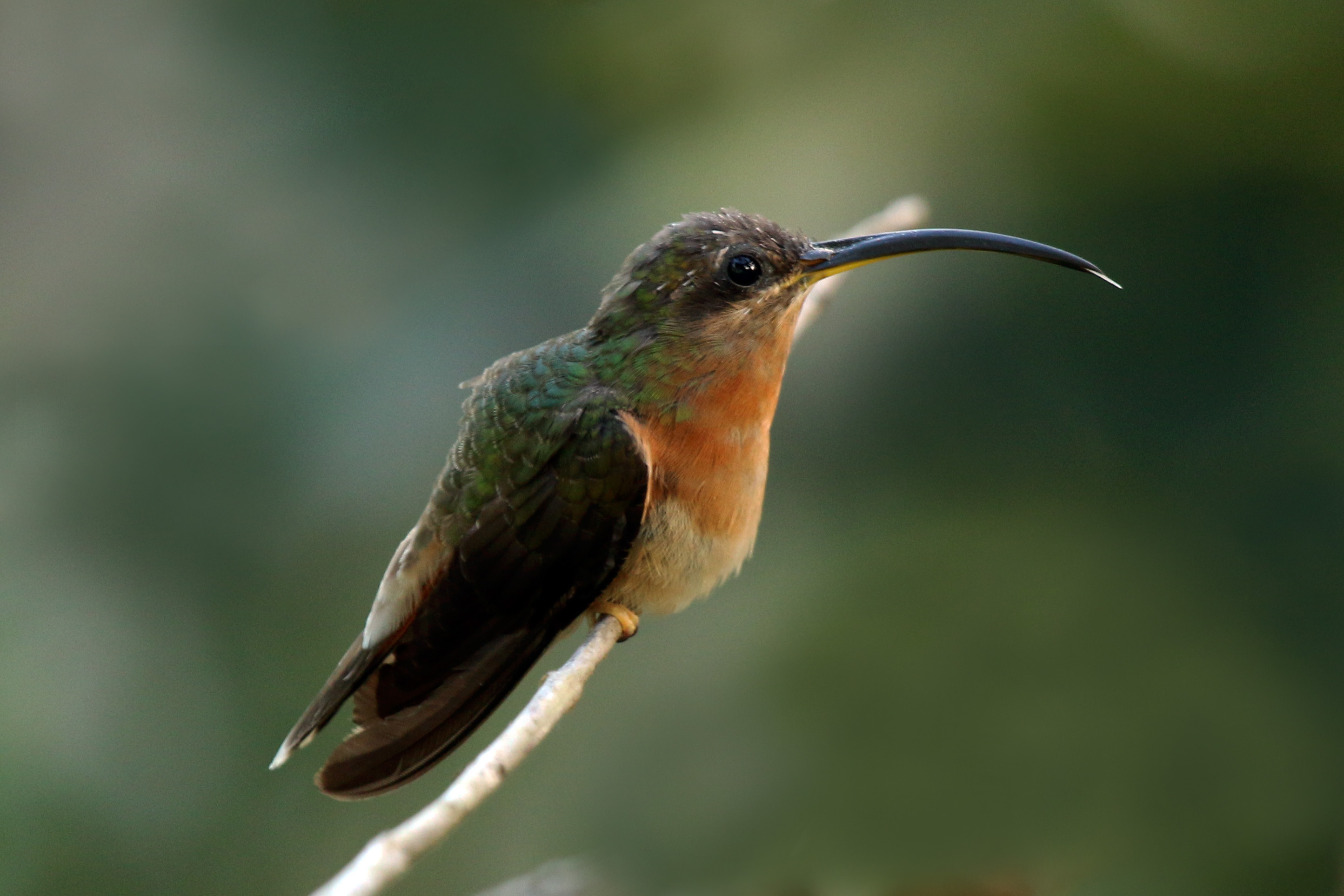
گوشه‌گیر کبود (Glaucis hirsutus insularum)

گوشه‌گیرهای کبود (نام علمی: Glaucis) نام یک سرده از زیرخانواده مرغ گوشه‌گیر است.